# سطيحة
اسطيحة هي قرية أمازيغية جبلية مغربية شمال المملكة. تنتمي اسطيحة لإقليم شفشاون. تضم هذه الجماعة القروية 10.637 نسمة والمركز يضم 5.043 نسمة فقط (إحصاء 2004).